# 周奎宏
周 奎宏（しゅう けいこう）は台湾の囲碁棋士。原名は周 咸亨（しゅう かんきょう）。中国囲棋会、台湾棋院所属、六段。名人8期など。

## 経歴
1976年に第2期名人位獲得し、1977年プロ棋士となり、1979年中国囲棋会九品（初段）。名人位は、1981年まで6期防衛。1985年四品（六段）。1988年棋王位獲得、以後4連覇。2000年に台湾棋院六段。2004年に周奎宏に改名。

### タイトル歴
- 名人戦 1976-81、86-87年
- 棋王戦 1988-91年
- 富聚杯戦 1994年

### 他の棋歴
国際棋戦
- 東洋証券杯世界選手権戦
  - 1989年 0-1（×李昌鎬）

国内棋戦
- 中環杯囲棋オープン戦 準優勝 1994年